# Aphelinus kurdjumovi
Aphelinus kurdjumovi is een vliesvleugelig insect uit de familie Aphelinidae. De wetenschappelijke naam is voor het eerst geldig gepubliceerd in 1930 door Mercet.